# Saint-Lizier
Saint-Lizier is een gemeente in het Franse departement Ariège (regio Occitanie). Saint-Lizier telde op 1 januari 2022 1.384 inwoners. De plaats maakt deel uit van het arrondissement Saint-Girons.

## Geschiedenis

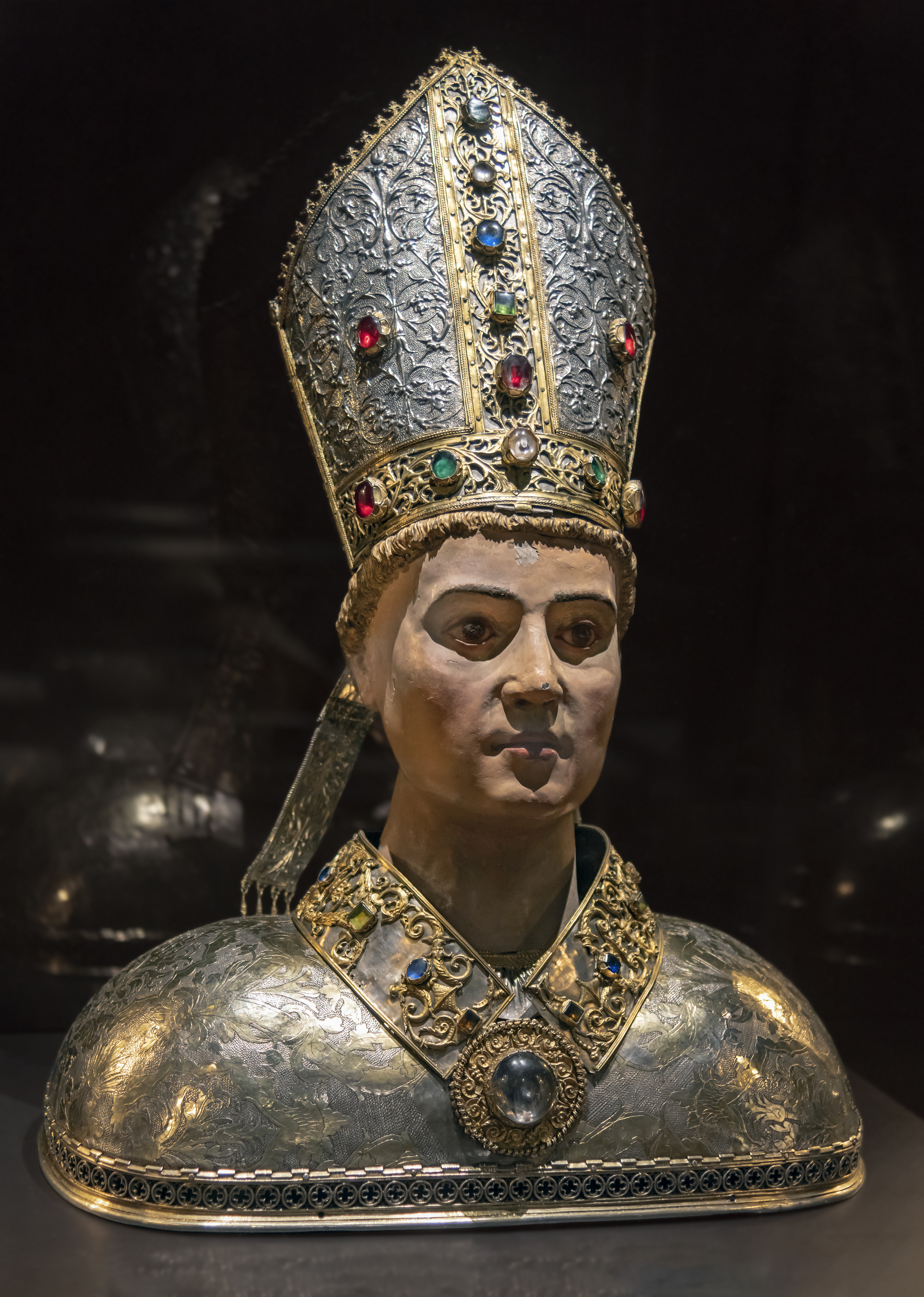
Reliekbuste van de heilige Lycerius (1518, Kathedraal Saint-Lizier)

Voor de Romeinse invasie en nadien onder Romeins bestuur van de provincie Gallia Aquitania, woonden de Consoranni in de streek. De streek droeg de Romeinse naam Civitas Consorannorum, soms Lugdunum Consorannorum, zonder dat we weten wat de Romeinse naam was van het stadje dat later Saint-Lizier zou heten. In de vijfde eeuw werd de plaats, gebouwd op een hoogte op de linkeroever van de Salat, beschermd met een stadsmuur.
Van de vierde tot de negentiende eeuw was Saint-Lizier de zetel van het bisdom Couserans (afgeleid van het volk der Consoranni) gelegen in het graafschap Foix. De stad kreeg de naam van de heilige Lycerius (Frans: Lizier) van Couserans, volgens de traditie de eerste bisschop van Couserans. Van deze Lycerius is enkel geweten dat hij deelnam aan het concilie van Agde. De Latijnse naam van het bisdom was Dioecesis Conseranensis. Eeuwenlang had de bisschop twee kathedralen in zijn stad, beide in romaanse stijl. Het zijn de kathedraal Notre-Dame-de-la-Sède, gelegen naast zijn bisschoppelijk paleis (vandaar de naam: Séde = bisschopstroon), en de kathedraal Saint-Lizier in het stadscentrum. Tot ver in de zeventiende eeuw waren er twee kapittels voor de bisschop, één in elke kathedraal. Naast de kathedraal Saint-Lizier was er tot de Franse Revolutie het gelijknamige klooster Saint-Lizier. In de zestiende eeuw kwam er een hospitaal in de stad. Tijdens de jaren na de Franse Revolutie was de naam van de stad tijdelijk Austrie-la-Montagne (1789-1793) en vervolgens Lizier (1793-1801). Nadien kwam de verwijzing naar de heilige Lycerius terug in de naamgeving.
Van 1801 tot 1822 behoorde het afgeschafte bisdom tijdelijk tot het aartsbisdom Toulouse, vanaf 1822 definitief tot het bisdom Pamiers. Op economisch gebied werd Saint-Lizier overvleugeld door het naburige Saint-Girons met zijn papierindustrie. In Saint-Lizier waren er wel een ziekenhuis, een psychiatrisch ziekenhuis en een rusthuis.
Saint-Lizier was de hoofdplaats van het van het gelijknamige kanton tot dit op 22 maart 2015 werd opgeheven en de gemeente werd opgenomen in het op diezelfde dag gevormde kanton Portes du Couserans.

## Geografie
De oppervlakte van Saint-Lizier bedroeg op 1 januari 2022 9,01 vierkante kilometer; de bevolkingsdichtheid was toen 153,6 inwoners per km².
De Salat stroomt door de gemeente.
De onderstaande kaart toont de ligging van Saint-Lizier met de belangrijkste infrastructuur en aangrenzende gemeenten.

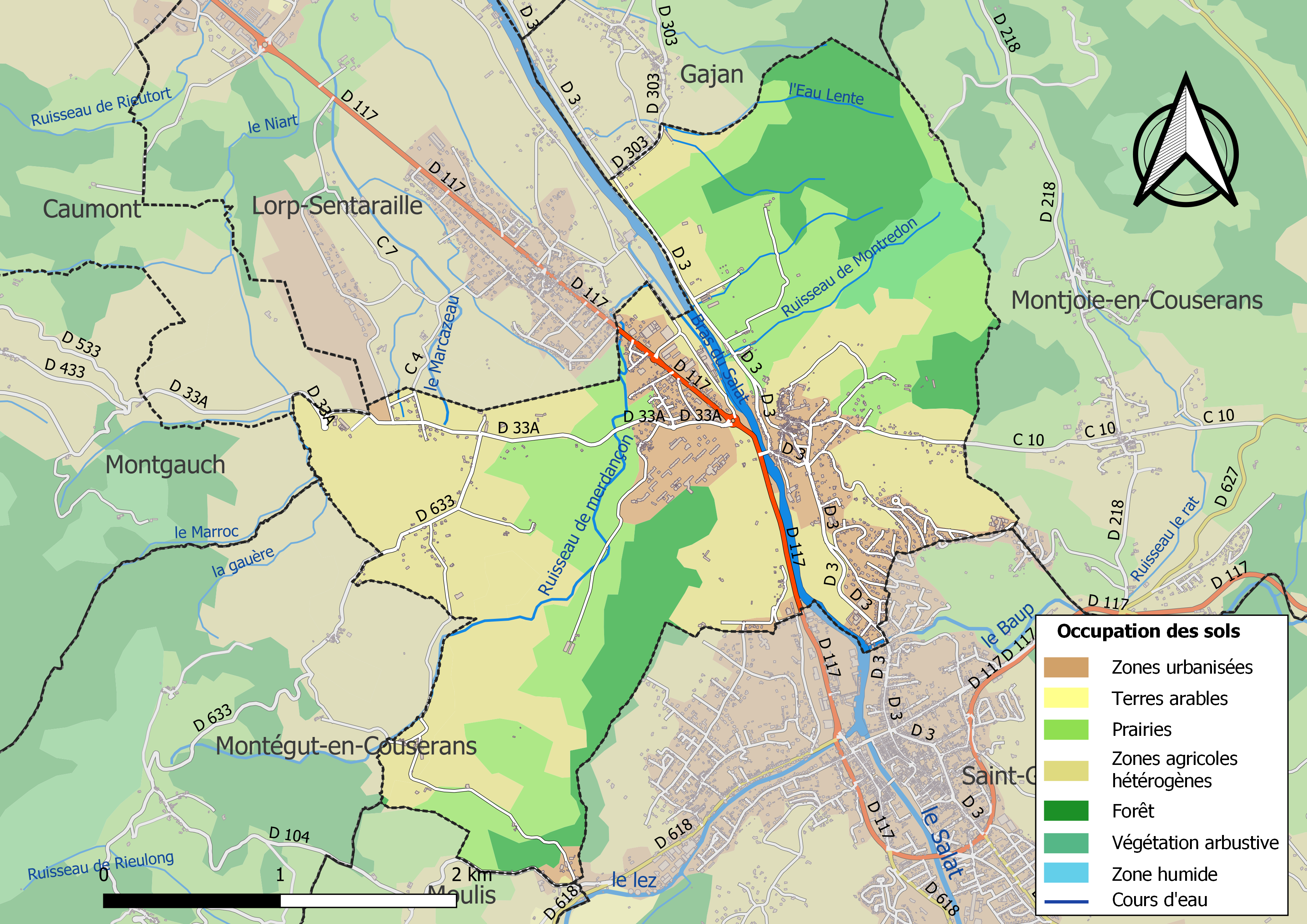

## Demografie
Onderstaande figuur toont het verloop van het inwonertal (bron: INSEE-tellingen).

Vanwege een beveiligingsprobleem met de MediaWiki Graph-software is het momenteel niet mogelijk deze grafiek weer te geven. Zodra de software is bijgewerkt zal de grafiek vanzelf weer zichtbaar worden.

## Bezienswaardigheden
In de Gallo-Romeinse tijd was de plaats ommuurd; van deze stadsmuur is 740 meter bewaard gebleven. Voor de bouw van de muur en van verschillende middeleeuwse monumenten werden (graf)stenen uit de Romeinse tijd hergebruikt.

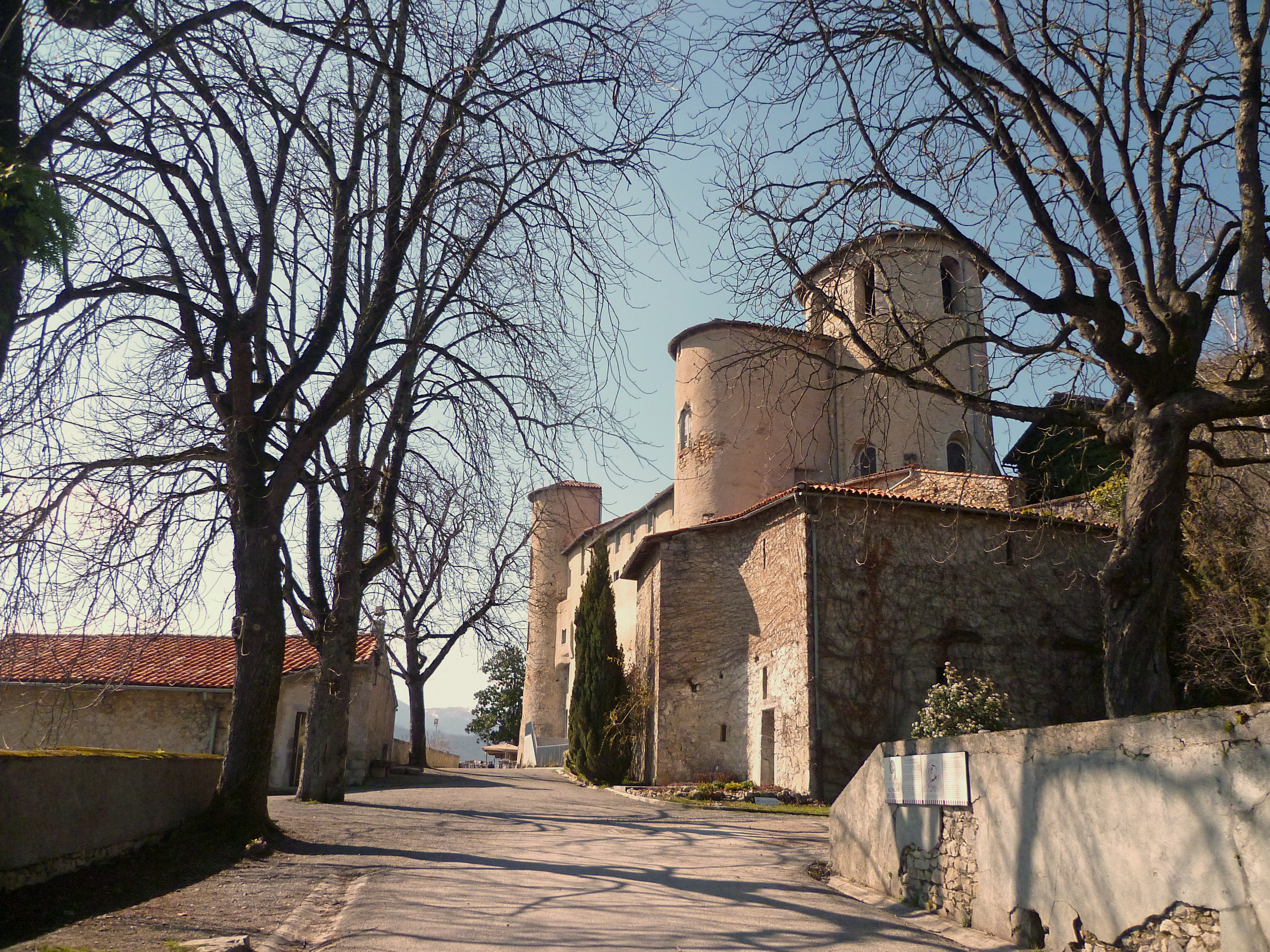
Voormalig bisschoppelijk paleis
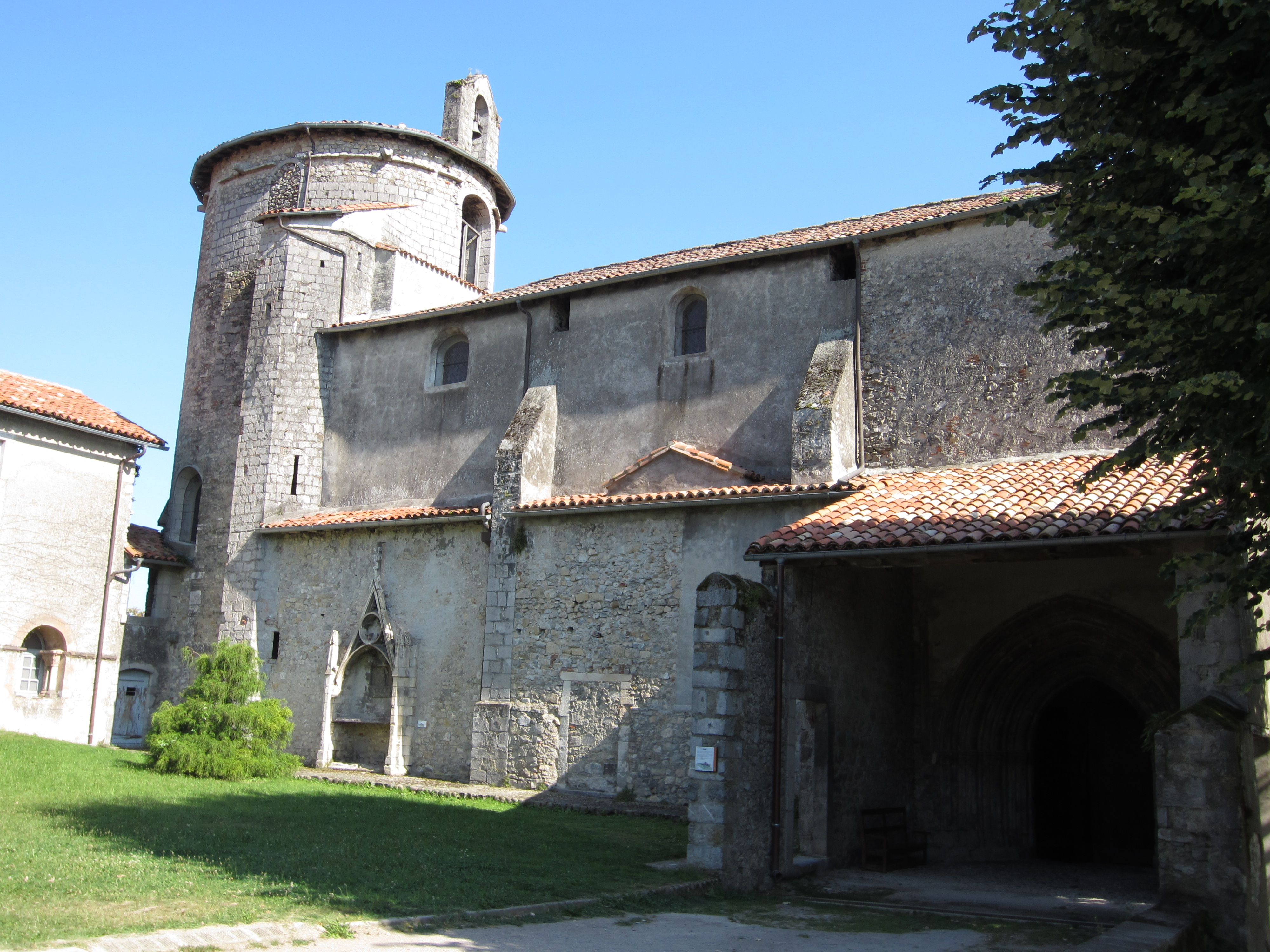
Kathedraal Notre-Dame-de-la-Sède
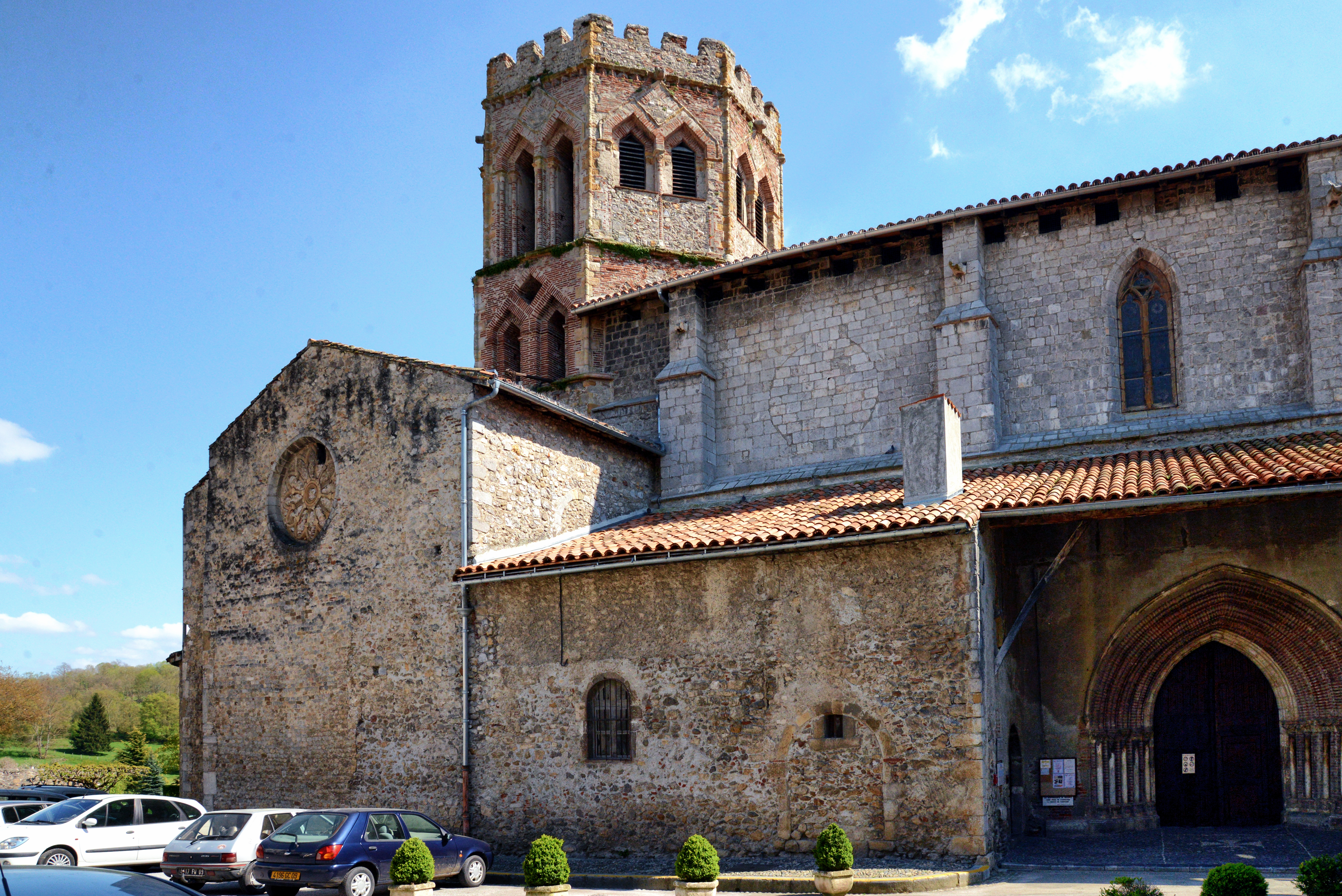
Kathedraal Saint-Lizier
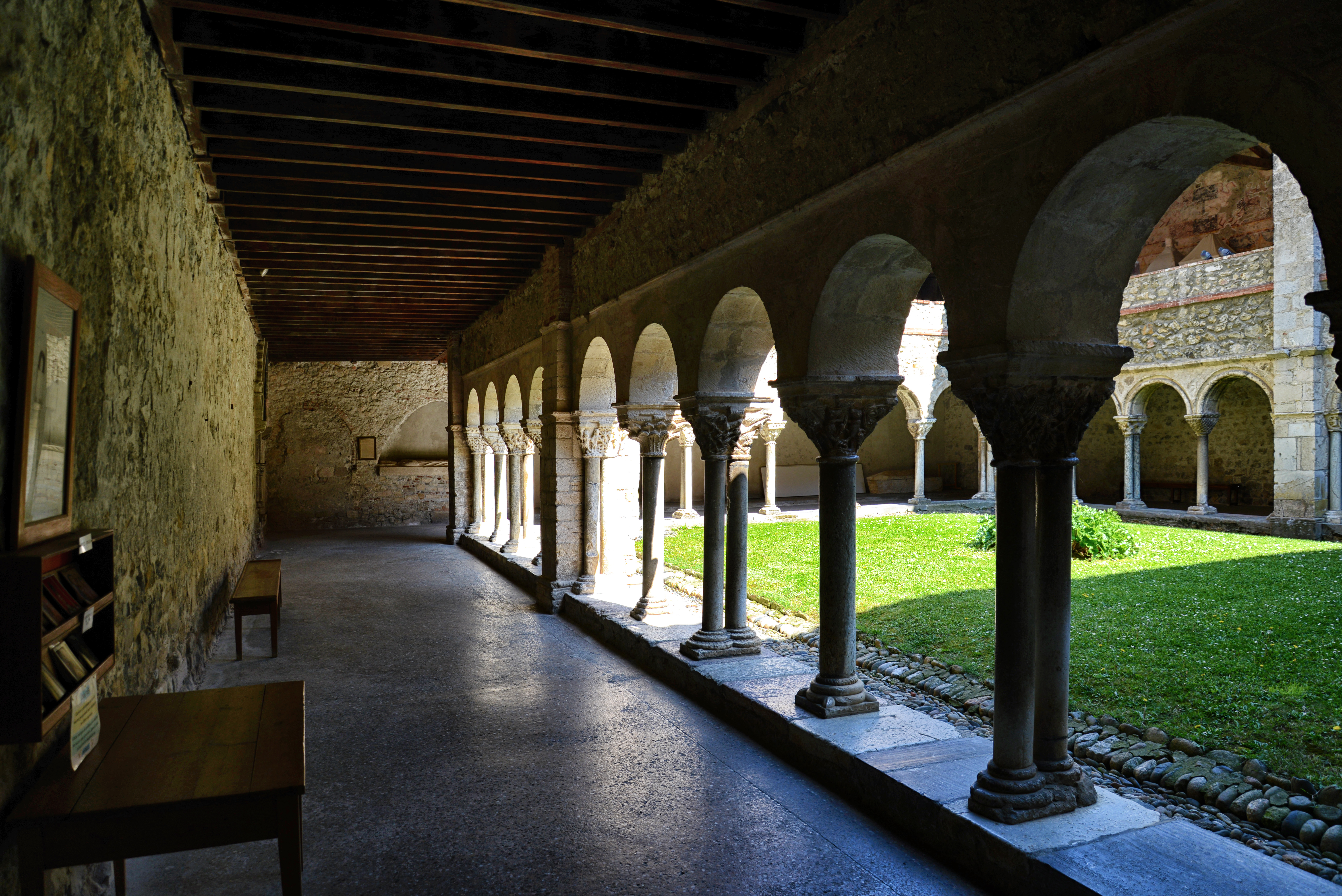
Klooster van Saint-Lizier, dat behoort bij de kathedraal Saint-Lizier
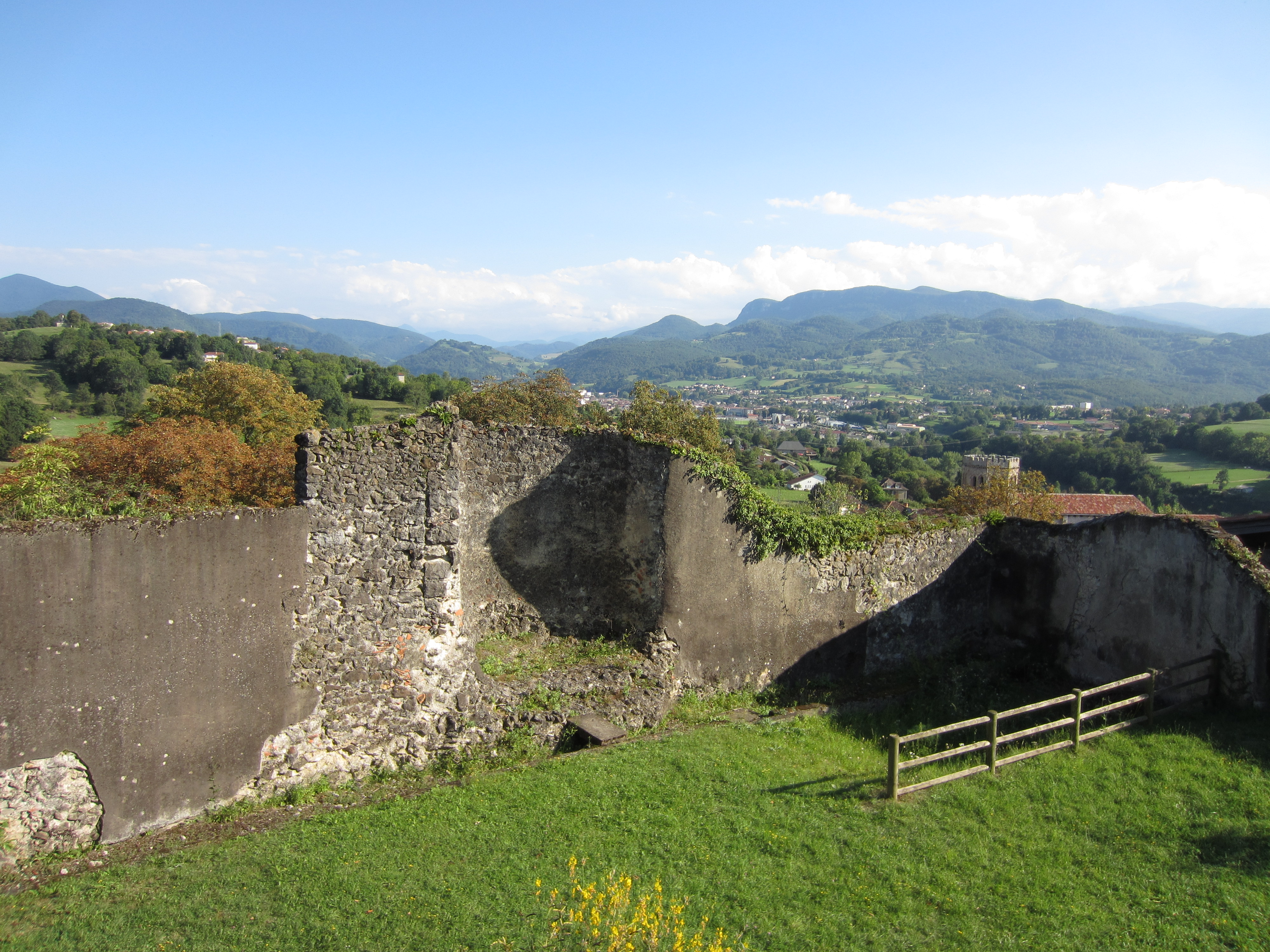
Oude stadswallen